# Круусалу, Хильда Юрьевна
Хи́льда Ю́рьевна Кру́усалу (эст. Hilda Kruusalu) (13.06.1904 — 11.11.1982) — бригадир совхоза «Удева» Пайдеского района Эстонской ССР. Герой Социалистического Труда (05.10.1949).
Родилась 13 июня 1904 году в семье плотника усадьбы Лисина, расположенной недалеко от Гатчины в Петербургской губернии.
Её отец Юрий Пийльбаум был революционно настроенным человеком и вступил в борьбу с царской властью, из-за чего его вынудили покинуть усадьбу. В 1908 году семья переехала в Эстонию. Останавливаясь здесь на нескольких мызах, семья Пийльбаум наконец поселилась на мызе Прууна, находящейся недалеко от железнодорожной станции Лехтсе в Ярвамаа.
В местной школе Хильда Круусалу получила четырёхклассное образование и стала ухаживать за скотом на мызе.
Позже её родители переехали на мызу Удева в волости Вяйнярве. Поначалу Хильда Круусалу работала там на сельхозработах, с 1919 года – дояркой.
В 1940 году, после восстановления Советской власти в Эстонии, был сформирован совхоз «Удева», в котором Хильда работала дояркой. Во время немецкой оккупации она была вынуждена зарабатывать на жизнь уборщицей и сельхозработницей.
После освобождения Советской Эстонии от фашистских оккупантов Хильда Круссалу была в совхозе бригадиром полеводческой бригады.
С 1946 года — бригадир молочной фермы совхоза «Удева» Министерства совхозов СССР, Пайдеский район Эстонской ССР.
По руководством молодого и энергичного зоотехника Артура Пальма, мечтавшего достичь результатов знаменитого костромского совхоза «Караваево», но поначалу противившись ему, Хильда Круусалу всё же согласилась с внедрением научных новшеств, которым славился «Караваево», и совхоз «Удева»  близко подошёл по среднему удою к его показателям.
Герой Социалистического Труда (05.10.1949) за годовой надой от 16 коров в среднем 6738 кг. Награждена двумя орденами Ленина и орденом Трудового Красного Знамени.